# Western Professional Hockey League
La Western Professional Hockey League, également désignée par le sigle WPHL, était une ligue  professionnelle de hockey sur glace aux États-Unis. Elle a été fondée en 1996 et a disparu en 2001.

## Vainqueurs de la Coupe du Président
- 1997 : Buzzards d'El Paso
- 1998 : Buzzards d'El Paso
- 1999 : Mudbugs de Shreveport
- 2000 : Mudbugs de Shreveport
- 2001 : Mudbugs de Bossier-Shreveport

## Coupe des Gouverneurs
- 1996-1997 : Scorpions du Nouveau-Mexique
- 1997-1998 : Brahmas de Fort Worth
- 1998-1999 : Mudbugs de Shreveport
- 1999-2000 : Stampede de Central Texas
- 2000-2001 : T-Rex de Tupelo

## Équipes qui ont joué pour la Ligue
- Aviators d'Abilene 1998-2000
- Warthogs d'Alexandria 1998-2000
- Rattlers d'Amarillo 1996-2001
- Glacier Cats d'Arkansas 1998-2000
- Ice Bats d'Austin 1996-2001
- Mudbugs de Bossier-Shreveport 2000-2001
- Stampede de Central Texas 1996-2001
- IceRays de Corpus Christi 1998-2001
- Buzzards d'El Paso 1996-2001
- Brahmas de Fort Worth 1997-2001
- Ice Pirates de Lake Charles 1997-2001
- Cotton Kings de Lubbock 1997-2001
- Moccasins de Monrie 1997-2001
- Scorpions du Nouveau-Mexique 1996-2001
- Jackalopes d'Odessa 1997-2001
- Outlaws de San Angelo 1997-2001
- Mudbugs de Shreveport 1997-2000
- T-Rex de Tupelo 1998-2001
- Wizards de Waco 1996-2000

## Équipes qui se sont rendues dans Ligue centrale de hockey
- Rattlers d'Amarillo
- Ice Bats d'Austin
- Mudbugs de Bossier-Shreveport
- Ice Rays de Corpus Christi
- Buzzards d'El Paso
- Brahmas de Fort Worth
- Cotton Kings de Lubbock
- Scorpions de New Mexico
- Jackalopes d'Odessa
- Outlaws de San Angelo

## Les équipes qui se sontrepliées[Quoi ?]pendant la fusion avec la Ligue centrale de hockey
- Stampede de Central Texas
- Ice Pirates de Lake Charles
- Moccasins de Monroe
- T-Rex de Tupelo